# 海事功績勳章
海事功績勳章（法語：Ordre du Mérite maritime）是法國頒發的獎章，於自於1930年2月9日路易斯·羅林的提議之下，獎勵水手的專業價值、為海上活動的發展和影響力，做出特殊貢獻的公民的功績。

## 歷史
海事功績勳章於1930年在法國初次建立法令，經過議會20多年的討論之後，設立意義在於給予船員水手所承擔的風險、以及他們提供的服務精神；另外也強調商船對國家經濟作用的重要性。該法令於1948年第二次重組，最近一次的修正則在2002年1月17日。

### 勋章
徽章呈十六角羅盤形狀，上面有一個錨，八個主要點上飾有白色琺瑯。正面是一尊共和國肖像，周圍環繞著一圈藍色琺瑯，並刻有“法蘭西共和國”字樣，反面則刻有“海事功勳”字樣。絲帶是藍色的，沿縱向有兩條較細的綠色條紋。
| 騎士級 (Chevalier) | 軍官級 (Officier) | 指揮官 (Commandeur) |
| ------------------ | ----------------- | ------------------- |
|                    |                   |                     |